# Maria Assunta Lorenzoni

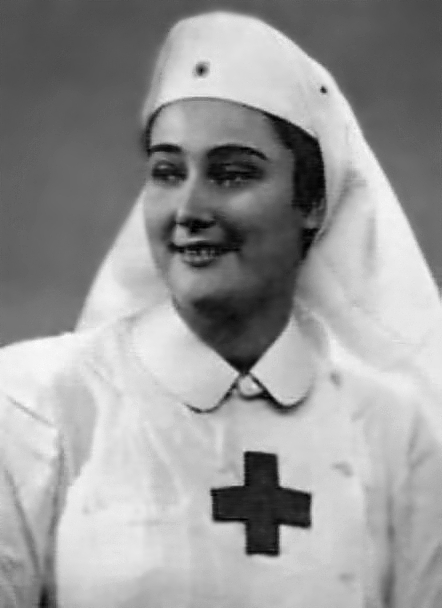
Maria Assunta Lorenzoni, detta Tina, in abiti da crocerossina, attorno all'anno 1941

Maria Assunta Lorenzoni detta Tina (Macerata, 15 agosto 1918 – Firenze, 21 agosto 1944) è stata una partigiana e crocerossina italiana, Medaglia d'oro al valor militare alla memoria.

## Biografia
Figlia di Giovanni Lorenzoni, professore a Firenze e segretario generale dell'Istituto internazionale d'agricoltura, Maria Assunta, durante la seconda guerra mondiale, presta servizio come crocerossina.
Dopo l'Armistizio di Cassibile, si mette in contatto con il movimento antifascista fiorentino. A Firenze entra a far parte della Brigata V della Divisione Giustizia e Libertà, nel quale si occupa dei collegamenti con il comando della Divisione. Svolge numerose missioni pericolose e organizza l'espatrio di cittadini d'origine ebraica e di perseguitati politici.
Durante la battaglia per la liberazione di Firenze, riesce più volte ad attraversare le linee di combattimento per portare ordini al Comando d'Oltrarno. Catturata da una pattuglia tedesca, viene portata a Villa Cisterna e rinchiusa in una stanza per essere interrogata. Rimasta sola, tenta di fuggire, ma viene uccisa da una raffica di mitra mentre tenta la fuga scavalcando il reticolato di recinzione. Nella stessa mattinata, suo padre che, dopo aver saputo della cattura di Tina aveva raggiunto un avamposto degli Alleati per organizzare uno scambio di prigionieri, cade colpito da una granata tedesca.
È stata citata da Piero Calamandrei nel discorso pronunciato all'Assemblea costituente nella seduta del 4 marzo 1947.
È una delle 19 donne decorate di Medaglia d'Oro al Valor Militare nella seconda guerra mondiale, tra cui 15 alla memoria.
Le è stato dedicato un francobollo, nell'ambito della serie "A beneficio del comitato nazionale pro vittime politiche", del valore di 2 lire, marcato 21 agosto 1944, data della proclamazione della decorazione militare ricevuta.